# Statistika zahraničního obchodu
Zahraniční obchod představuje obchod přes hranice státu. Předmětem obchodu může být jak zboží, tak služby.

## Statistika zahraničního obchodu se zbožím
Statistika zahraničního obchodu sleduje vývoz a dovoz zboží a další propočtové ukazatele jako jsou např. obchodní bilance, obrat či krytí dovozu vývozem). Tato statistika se skládá ze dvou zdrojů, a to ze systému Intrastat, který sleduje pohyb zboží mezi Českou republikou a dalšími zeměmi Evropské unie (odeslání a přijetí zboží do/ze států EU) a systému Extrastat, který sleduje obchod se zbožím se třetími zeměmi, tj. nečlenskými státy EU. 
Oficiální česká statistika sleduje a prezentuje statistiku zahraničního obchodu v souladu s metodikou Eurostatu podle pohybu zboží. Do statistiky zahraničního obchodu zjednodušeně patří pohyb zboží přes hranice, samozřejmě s výjimkami danými evropskou i národní metodikou. Od roku 2011 Český statistický úřad zveřejňuje údaje ještě v národním pojetí, tj. obchod se zbožím podle změny vlastnictví; v tomto případě statistika vychází z principu změny vlastnictví mezi rezidentem a nerezidentem, bez ohledu na pohyb zboží. Národní pojetí vývozu a dovozu se proto vedle dat statistiky zahraničního obchodu opírá i o další zdroje informací, zvláště o daňová přiznání k dani z přidané hodnoty. 

## Statistika zahraničního obchodu se službami
Statistické sledování dovozu a vývozu služeb je nedílnou součástí statistiky zahraničního obchodu. Výsledky této statistiky jsou nezbytné jak pro sestavení běžného účtu platební bilance, tak pro výpočet hrubého domácího produktu. 
Při vytváření této statistiky ČSÚ úzce spolupracuje s Českou národní bankou. Jedním ze zdrojů této statistiky jsou údaje zjištěné čtvrtletní statistickým zjišťováním. Výsledky statistiky zahraničního obchodu se službami jsou k dispozici na stránkách České národní banky.

## Statistické ukazatele
Dovoz vyjadřuje hodnotu zboží přijatého ze zahraničí, které přestoupilo státní hranici za účelem jeho trvalého nebo dočasného ponechání v tuzemsku. Celkový dovoz se tak skládá z „přijetí“ zboží ze států EU a dovozu zboží ze zemí mimo EU.
Vývoz vyjadřuje hodnotu zboží odeslaného do zahraničí, které přestoupilo státní hranici za účelem jeho trvalého nebo dočasného ponechání v zahraničí. Celkový vývoz se tak skládá z „odeslání“ zboží do států EU a vývozu zboží do zemí mimo EU.
Obrat zahraničního obchodu představuje součet dovozu a vývozu za dané časové období (případně území nebo komoditu).
Obchodní bilance je výsledkem rozdílu mezi vývozem a dovozem. Vyrovnavá obchodní bilance nastane v případě stejné hodnoty vývozu a dovozu. Tato situace ovšem často nenastává. Výrazně častější je přebytek obchodní bilance (vývoz je vyšší než dovoz) nebo schodek obchodní bilance (dovoz převyšuje vývoz). 
Pro účely statistiky zahraničního obchodu v národním pojetí jsou rezidenti ti obchodníci, kteří mají bydliště, resp. sídlo firmy v ČR. Jestliže se jedná o cizince, za rezidenty se považují v případech, mají-li bydliště, resp. sídlo firmy v ČR déle než rok. Ostatní obchodníci se považují za nerezidenty. Za nerezidenty jsou považováni rovněž čeští obchodníci, kteří déle než rok mají bydliště, resp. sídlo firmy mimo ČR. V národním pojetí zahraničního obchodu je z dovozu i vývozu vyloučeno zboží, jehož vlastnictví zůstává v rukou nerezidentů. 